# Oryctes minor
Oryctes minor är en skalbaggsart som beskrevs av Waterhouse 1876. Oryctes minor ingår i släktet Oryctes och familjen Dynastidae. Inga underarter finns listade i Catalogue of Life.